# Il sonnellino di Pluto
Il sonnellino di Pluto (Cat Nap Pluto) è un film del 1948 diretto da Charles A. Nichols. È un cortometraggio animato della serie Pluto prodotto dalla Walt Disney Productions e uscito negli Stati Uniti il 13 agosto 1948, distribuito dalla RKO Radio Pictures.

## Trama
Al mattino Figaro si alza e va da Pluto per svegliarlo, ma si accorge che non c'è. Poco dopo il cane torna a casa talmente stanco da non riuscire a tenere gli occhi aperti; vorrebbe solamente dormire, così ignora Figaro. Arriva l'omino del sonno di Pluto, che gli butta della sabbia sugli occhi e lo fa addormentare all'istante. Figaro disturba Pluto e lui lo manda via. La stessa scena si ripete, finché Pluto riesce a mettere all'angolo Figaro. Per fortuna la stanchezza ha il sopravvento e il cane si addormenta nel lettino di Figaro, dopodiché l'omino del sonno di Pluto lo fa addormentare definitivamente con una martellata in testa. Figaro va di nuovo da Pluto e cerca di svegliarlo graffiandolo, ma invano. Interviene l'omino del sonno di Figaro, che lo colpisce sulla testa con il martello e lo fa addormentare. I due omini del sonno si danno poi una martellata in testa e si addormentano.

## Distribuziine

### Edizioni home video

#### VHS
- Le avventure di Pluto (gennaio 1985)[1]
- Le avventure di Pluto (febbraio 1990)[2]
- VideoParade vol. 1 (ottobre 1992)[3]